# Платформа громадянського суспільства Україна – ЄС
Платформа громадянського суспільства Україна-ЄС (ПГС) — орган громадянського суспільства, створення якого передбачено ст. 469–470 Угоди про асоціацію між Україною та ЄС. Згідно з положеннями Угоди ПГС є двостороннім органом, що складається з представників громадянського суспільства України з однієї сторони і членів Європейського економічного і соціального комітету (ЄЕСК) — з іншої. До складу ПГС пропорційно входять представники громадських організацій, профспілок та об'єднань роботодавців.
ПГС є одним із чотирьох органів Асоціації поряд із Радою асоціації, Комітетом асоціації та Парламентським комітетом асоціації. І якщо перші представляють уряд та парламент, то ПГС створена з метою забезпечення належної ролі громадськості у процесі виконання Угоди про асоціацію.
ПГС може надавати рекомендації Раді асоціації. Комітет асоціації та Парламентський комітет асоціації повинні здійснювати регулярні контакти з представниками Платформи громадянського суспільства з метою отримання їхньої думки щодо досягнення цілей Угоди.
Установче засідання ПГС як двостороннього органу відбулося 16 квітня 2015 р. у Києві. Тоді ж було затверджено Регламент ПГС. Після цього в Україні відбулася низка зустрічей громадських активістів та експертів, які обговорювали засади роботи новоствореного інтеграційного органу.
У 2016 році ПГС провела два засідання – в Брюсселі (11 лютого) та Києві (8-9 листопада), на яких окрім обговорення прогресу виконання Угоди про асоціацію також були представленні тематичні доповіді Платформи. Аналогічні заходи проводяться відтоді щорічно.
24 лютого 2016 року Кабінет міністрів України ухвалив рішення про обов'язкове проведення Урядовим офісом з питань європейської інтеграції Секретаріату Кабінету Міністрів щоквартальних зустрічей з представниками УС ПГС.
ПГС завжди гостро реагує на події в Україні, надає експертну допомогу як українському уряду, так і європейському керівництву, відіграє суттєву роль у євроінтеграційних процесах в Україні.

## Склад
Починаючи з листопада 2015 року, згідно Регламенту ПГС, забезпечується паритетне членство в Платформі — по 15 осіб з кожного боку.

### Українська сторона ПГС (УС ПГС)
Процес утворення УС ПГС був розпочатий у травні 2014 р., коли внаслідок публічного обговорення було створено Оргкомітет. 7 листопада 2014 року, відбулися Установчі збори УС ПГС, де понад 165 громадських організацій з усієї України обрали 15 учасників УС ПГС з річним терміном дії мандату.
18 грудня 2015 року відбулася Асамблея УС ПГС, під час якої обраний перший склад ПГС з української сторони.
На сьогодні, УС ПГС складається з 15 членів – представників різних секторів громадянського суспільства - громадських об’єднань, профспілок та організацій роботодавців, які затверджені Асамблеєю УС ПГС  у відповідності до Регламенту:
- 6 координаторів робочих груп УС ПГС;
- 3 представників громадських об’єднань;
- 3 представників профспілок національного рівня;
- 3 представників організації роботодавців національного рівня. Головування в УС ПГС здійснюється на ротаційній основі.  19 червня 2018 року відбулася Асамблея УС ПГС, під час якої обраний чинний склад ПГС з української сторони: Михайло Волинець, Григорій Осовий, Вячеслав Рой, Родіон Колишко, Ольга Тарасенко, Іван Кульчицький, Лілія Олексюк, Олена Павленко (голова УС ПГС), Надія Афанасьєва, Вадим Міський, Тетяна Тимошенко, Василь Андреєв, Наталія Андрусевич, Наталя Гурська.

6 лютого 2020 року у Києві відбулася чергова Асамблея УСПГС, на якій були розглянуті підсумки поточної діяльності, а також відбулися вибори координаторів робочих груп платформи (які увійшли до складу УС ПГС), обрані — Ростислав Дзундза (голова правління Бюро соціальних та політичних розробок) та Руслан Костюкевич (координатор проектів у Регіональному центрі євроінтеграційних проектів у м. Рівне).
6 жовтня 2023 року під час чергової Асамблеї склад УСПГС було переобрано.
Наразі УС ПГС Україна-ЄС має такий склад:
- Надія Афанасьєва — Директорка Українського інституту міжнародної політики, експерт зі смарт-спеціалізації Спільного дослідницького центру Єврокомісії;
- Олександр Вознюк[20] — голова Всеукраїнської громадської організації інвалідів «Правозахисна спілка інвалідів», член Громадської ради при Комітеті Верховної Ради України з питань соціальної політики та захисту прав ветеранів, член Ради безбар’єрності, створеної КМУ України та Громадської ради при Мінсоцполітики, голова Комітету з питань захисту прав осіб з інвалідністю Національної асоціації адвокатів України;
- Сергій Москвін — кандидат економічних наук, президент громадської спілки «Українське об’єднання ринків капіталу»;

- Лариса Старікова — кандидат фіз-мат наук, очолює ГО "Аналітичний центр Аграрного союзу України";

- Василь Андрєєв — Профспілка працівників будівництва і промисловості будівельних матеріалів України;

- Петро Тулей — Заступник голови Конфедерації вільних профспілок України;

- Олександр Шубін — доктор філософії з економіки, віце-президент Федерації профспілок України;

- В’ячеслав Биковець — в.о. президента Всеукраїнської асоціації роботодавців, член Ради Конфедерації роботодавців України.

- Ольга Тарасенко — Голова Всеукраїнського об`єднання організацій роботодавців санаторно-курортних та оздоровчих закладів, генеральна директорка Всеукраїнського об`єднання організацій роботодавців санаторно-курортних та оздоровчих закладів, співголова загальнонаціонального соціального проекту «Курорти та санаторії України», голова Всеукраїнської профспілки робітників кооперації та інших форм підприємництва, заступник Голови Наглядової ради Фонду соціального страхування з тимчасової втрати працездатності від профспілкової сторони, начальник управління соціальних послуг Фонду соціального страхування з тимчасової втрати працездатності;

- Олександр Яворський — директор департаменту конкурентоспроможності бізнесу Федерації роботодавців України;

- Ростислав Дзундза — член Комісії з нагляду за розробкою заявок, веденням переговорів та реалізацією програм, які здійснюються за рахунок коштів Глобального фонду для боротьби зі СНІДом, туберкульозом та малярією, учасник ВБО «Час Життя Плюс», керівник проектів «Порядок денний прав людини, гендерна рівність, ЛГБТ та сексуальна освіта», «Соціальне партнерство заради рівності»;

- Наталія Гаращенко — кандидат економічних наук, доцент, президентка ГО «Клуб економістів», наукова співробітниця Лабораторії відкритих інновацій Київського академічного університету;

- Василь Шилов — керівник департаменту міжнародних зв’язків апарату Федерації профспілок України, заступник голови Профспілки працівників соціальної сфери України, а також член Виконкому Всесвітнього об єднання працівників громадського обслуговування;

- Тамара Малькова — журналістка, директорка інформаційного центру "Зелене досьє";

- Іван Кульчицький — Президент ГО Агенція Європейських Інновацій[21].

### Сторона ЄС
Сторона ЄС складається з 15 осіб, до яких входять 9 членів ЄЕСК, а також 6 представників провідних європейських організацій, які представляють громадянське суспільство, як постійні спостерігачі.